# Associazione Calcio Reggiana 1921-1922
Questa pagina raccoglie le informazioni riguardanti l'Associazione Calcio Reggiana nelle competizioni ufficiali della stagione 1921-1922.

## Stagione
È la stagione della scissione del campionato FIGC, tra Prima Categoria FIGC e Prima Divisione CCI. La Reggiana partecipa al girone emiliano della Prima categoria.
Il patron Pietro Pietranera riesce a fare un grande colpo. Porta a Reggio, dal Torino, il grande italo-argentino Felice Romano, l'unico che indosserà ad un tempo la maglia della Reggiana e della Nazionale italiana.
La tribuna viene coperta. La Reggiana, però, non ingrana. Ha una rosa troppo giovane e inesperta, nonostante il bravo portiere Agazzani, il terzino Vacondio, la mezzala Levrini e il centravanti Cagnoli.
Alla fine è ultima in classifica nel suo girone, dietro Virtus di Bologna, Spal e Carpi. Costretta agli spareggi salvezza è Romano a regalarle, dopo due partite finite con risultati alterni che avevano lasciato tutto aperto, la salvezza nello spareggio con la Mantovana disputato a Ferrara grazie al suo gol nei tempi supplementari.

## Divise
| Manica sinistra · Maglietta · Manica destra · Pantaloncini · Calzettoni |

## Rosa
| N. |                   | Ruolo | Calciatore       |
| -- | ----------------- | ----- | ---------------- |
|    | Italia (bandiera) | P     | Ettore Agazzani  |
|    | Italia (bandiera) | D     | Leonida Bietti   |
|    | Italia (bandiera) | A     | Aldo Cagnoli     |
|    | Italia (bandiera) | D     | Faliero Frigerio |
|    | Italia (bandiera) | C     | Marino Gobbi     |
|    | Italia (bandiera) | A     | Ernesto Guidetti |
|    | Italia (bandiera) | C     | Dante Levrini    |

| N. |                   | Ruolo | Calciatore      |
| -- | ----------------- | ----- | --------------- |
|    | Italia (bandiera) | A     | Alfredo Milano  |
|    | Italia (bandiera) | D     | Giovanni Robba  |
|    | Italia (bandiera) | A     | Felice Romano   |
|    | Italia (bandiera) | A     | Enrico Simonini |
|    | Italia (bandiera) | D     | Severino Taddei |
|    | Italia (bandiera) | D     | Carlo Vacondio  |

## Risultati

### Prima Categoria

#### Girone B emiliano

##### Girone di andata
| Arbitro: | Bistoletti (Milano) |

|                                    |           |  |
| Badini II 68’, 70’, 80’ Vanoli 75’ | Marcatori |  |

| Arbitro: | Katz (Parma) |

|  |           |                                      |
|  | Marcatori | 34’, 43’ Martelli 65’, 89’ De Segner |

| Arbitro: | Alfieri (Bologna) |

|              |           |  |
| Simonini 65’ | Marcatori |  |

##### Girone di ritorno
| Arbitro: | Ferrari (Carpi) |

|              |           |  |
| Guidetti 30’ | Marcatori |  |

| Arbitro: | Pasquinelli (Bologna) |

|                                   |           |                       |
| De Segner 53’ Martelli 77’ (rig.) | Marcatori | 6’ Taddei 63’ Cagnoli |

| Arbitro: | Sessa (Milano) |

|                                         |           |             |
| Colombo 3’ Morselli 10’ Giovannardi 86’ | Marcatori | 54’ Cagnoli |

### Spareggi salvezza
| Arbitro: | Alfieri (Bologna) |

|                             |           |                            |
| Romano 20’, 50’ Cagnoli 72’ | Marcatori | 25’ Romei 80’ Prosperi III |

| Arbitro: | Bellandi (Legnano) |

|                                                                      |           |                 |
| Romei 19’, 28’, 44’ Prosperi III 34’, 41’, 58’, 89’ Francia 40’, 80’ | Marcatori | 30’, 32’ Romano |

| Arbitro: | Pasquinelli (Bologna) |

|                  |           |           |
| Romano 35’, 146’ | Marcatori | 80’ Biagi |

## Statistiche

### Statistiche di squadra
| Competizione                                 | Punti | In casa | In casa | In casa | In casa | In casa | In casa | In trasferta | In trasferta | In trasferta | In trasferta | In trasferta | In trasferta | Totale | Totale | Totale | Totale | Totale | Totale | DR |
| Competizione                                 | Punti | G       | V       | N       | P       | Gf      | Gs      | G            | V            | N            | P            | Gf           | Gs           | G      | V      | N      | P      | Gf     | Gs     | DR |
| -------------------------------------------- | ----- | ------- | ------- | ------- | ------- | ------- | ------- | ------------ | ------------ | ------------ | ------------ | ------------ | ------------ | ------ | ------ | ------ | ------ | ------ | ------ | -- |
| Prima Categoria - sezione emiliana, girone B | 5     | 3       | 2       | 0       | 1       | 2       | 4       | 3            | 0            | 1            | 2            | 3            | 9            | 6      | 2      | 1      | 3      | 5      | 13     | -8 |

### Statistiche dei giocatori
| Giocatore   | Prima Categoria | Prima Categoria | Qualificazioni | Qualificazioni | Totale   | Totale |
| Giocatore   | Presenze        | Reti            | Presenze       | Reti           | Presenze | Reti   |
| ----------- | --------------- | --------------- | -------------- | -------------- | -------- | ------ |
| E. Agazzani | 6               | -14             | 3              | -11            | 9        | -25    |
| L. Bietti   | 6               | 0               | 3              | 0              | 9        | 0      |
| A. Cagnoli  | 6               | 2               | 3              | 1              | 9        | 3      |
| Frigerio    | 5               | 0               | 3              | 0              | 8        | 0      |
| Gobbi       | 1               | 0               | 0              | 0              | 1        | 0      |
| E. Guidetti | 6               | 1               | 3              | 0              | 9        | 1      |
| D. Levrini  | 6               | 0               | 3              | 0              | 9        | 0      |
| A. Milano   | 1               | 0               | 0              | 0              | 1        | 0      |
| Robba       | 5               | 0               | 3              | 0              | 8        | 0      |
| F. Romano   | 6               | 0               | 3              | 6              | 9        | 6      |
| E. Simonini | 6               | 1               | 3              | 0              | 9        | 1      |
| S. Taddei   | 6               | 1               | 3              | 0              | 9        | 1      |
| C. Vacondio | 6               | 0               | 3              | 0              | 9        | 0      |